# Wasilij Sołowjow-Siedoj
Wasilij Pawłowicz Sołowjow-Siedoj (ur. 12 kwietnia?/25 kwietnia 1907 w Petersburgu, zm. 2 grudnia 1979 w Leningradzie) – radziecki kompozytor. Jest twórcą operetek i baletów, muzyki filmowej i piosenek.

## Życiorys
Urodził się w rodzinie robotniczej. W młodości samodzielnie nauczył się grać na bałałajce, później na gitarze. W 1925 został pianistą improwizatorem w leningradzkim radiu, jednocześnie uczył się w technikum muzycznym, a od 1931 do 1936 w leningradzkim konserwatorium. Po ataku Niemiec na ZSRR w 1941 pracował we frontowych teatrach, później został kierownikiem jednego z takich teatrów, Jastriebok. Od 1948 do 1964 stał na czele zarządu leningradzkiego oddziału Związku Kompozytorów, a od 1957 do 1974 był sekretarzem Związku Kompozytorów ZSRR (jednocześnie od 1960 był sekretarzem Związku Kompozytorów RFSRR). 12 marca 1950 został deputowanym do Rady Najwyższej ZSRR.

## Operetki
- Wiernyj drug (Kujbyszew, 1945)
- Samoje zawietnoje (Moskwa, 1951)
- Olimpijskije zwiozdy (Leningrad, 1962)

## Balet
- Taras Bulba (Leningrad, 1940)

## Piosenki
- Podmoskiewskie wieczory

## Nagrody i odznaczenia
- Medal Sierp i Młot Bohatera Pracy Socjalistycznej (22 maja 1975)
- Order Lenina (trzykrotnie, 24 kwietnia 1957, 1971 i 22 maja 1975)
- Order Czerwonej Gwiazdy (1945)
- Nagroda Stalinowska (dwukrotnie, 1943 i 1947)
- Nagroda Leninowska (1959)
- Ludowy Artysta ZSRR (1967)

I medale.